# Rémi Taffin
Rémi Taffin, född 14 mars 1975, är en fransk ingenjör som är teknisk direktör för det franska racingstallet Oreca.
Han avlade en examen i maskinteknik vid École supérieure des techniques aéronautiques et de construction automobile (Estaca). Taffin inledde sin karriär inom motorsport när han blev 1998 raceingenjör i stallet Signature i Formel 3. Året efter fick han en anställning hos Renault och arbetade med deras klienter såsom Arrows, Benetton Formula, British American Racing (BAR) och Renault F1. Fram till 2009 var Taffin bland annat raceingenjör för Fernando Alonso, Jenson Button, Heikki Kovalainen, Jos Verstappen och Ricardo Zonta. Han var delaktig i när föraren Fernando Alonso och stallet vann både förar- respektive konstruktörsmästerskapet för säsongerna 2005 och 2006. 2009 blev han chef för motorprestanda vid race och arbetade med de stall som använde sig av Renault-motorer däribland Red Bull Racing, som vann fyra raka förar- och konstruktörsmästerskap (2010–2013). 2014 blev han befordrad till att vara COO för Renaults motortillverkare och två år senare blev han utsedd till teknisk direktör för motorer. Den 6 september 2020 meddelade Renault att Renault F1 skulle ersättas med Alpine F1 från och med 2021 års säsong. I juli 2021 lämnade Taffin Alpine och Renault medan i december började han arbeta för Oreca som teknisk direktör.